# Fort des Trois-Rivières
Le fort des Trois-Rivières, érigé entre 1634 et 1638 par Laviolette et protégé d'une palissade, repousse une attaque iroquoise importante en 1653 et sert jusqu'en 1668.

## Histoire
Il est renforcé de façon très notable par le gouverneur de la Nouvelle-France Louis d'Ailleboust de Coulonge, à la fin de l'année 1650, qui donne des instructions très précises pour obtenir une plus grande efficacité des défenses au commandant de la place Pierre Boucher. Il fut " sauvé d'une destruction complète lors de l'investissements de 1653, par cinq cents Agniers".

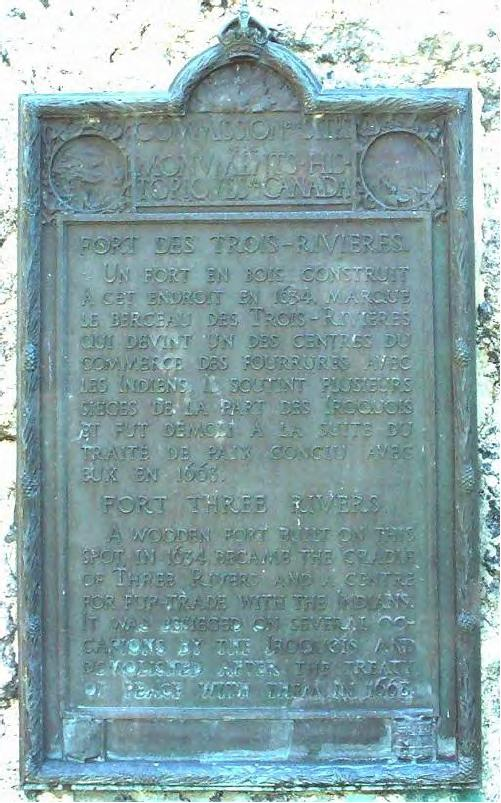
Plaque commémorative par la Commission des sites et des monuments historiques du Canada.

En 1650, Pierre Boucher fit construire la première palissade de pieux autour du bourg de Trois-Rivières. La palissade comportait trois redoutes aux angles et plusieurs bastions.
Le 19 août 1652, le gouverneur de Trois-Rivières, Guillaume Guillemot Du Plessis-Kerbodot, fit une sortie avec 50 Français et 12 Amérindiens; le gouverneur et huit hommes furent massacrés lors d'une embuscade à la Pointe-aux-Ormes, à l'ouest de la Commune.
En 1653, de juin jusqu'à la fin août, Trois-Rivières fut assiégée par près de 600 Iroquois; la ville était défendue par le capitaine du bourg, Pierre Boucher, et 46 Trifluviens.
Le 16 mai 1664, le gouverneur Augustin de Saffray de Mézy concéda au vicaire apostolique, Mgr François de Montmorency-Laval, pour la Fabrique de Trois-Rivières, un terrain de 208 toises pour l'église paroissiale et le cimetière. On commença alors la construction d'une troisième chapelle, toujours en bois et au même endroit, c'est-à-dire près de la grand'porte du bourg. Cet édifice, peut-être trop vaste ou trop dispendieux, n'était toujours pas terminé en 1667.
Après le danger couru par la colonie lors de l'invasion de l'amiral anglais William Phips, en 1690, on entreprit la restauration des fortifications de Trois-Rivières tombées en ruine. Dans une lettre datée du 4 novembre 1693, le gouverneur Louis de Buade de Frontenac, et l'intendant Jean Bochart de Champigny annoncèrent que « la clôture des Trois-Rivières a été réparée et son enceinte augmentée pour fermer la maison du gouverneur et porter la clôture sur la croupe de la hauteur (le Platon), afin de mieux commander la campagne et la basse ville... ».
En 1704, Jacques Levasseur de Néré proposa d'élargir la palissade de façon à englober la nouvelle propriété des Ursulines.
En 1752, la palissade du bourg fut complètement détruite par un incendie qui dura cinq jours, du 17 au 23 mai.
Les limites du bourg de Trois-Rivières furent fixées par proclamation le 7 mai 1792.

## Commémoration
Une plaque commémorative posée sur une grande pierre se trouve au sud du bureau de poste sur la rue des Casernes, dans un parc aujourd'hui appelé le Platon. Le carré du fort serait aujourd'hui borné par les rues Saint-Pierre, Saint-Jean, Saint-Louis, des Casernes et Notre-Dame.

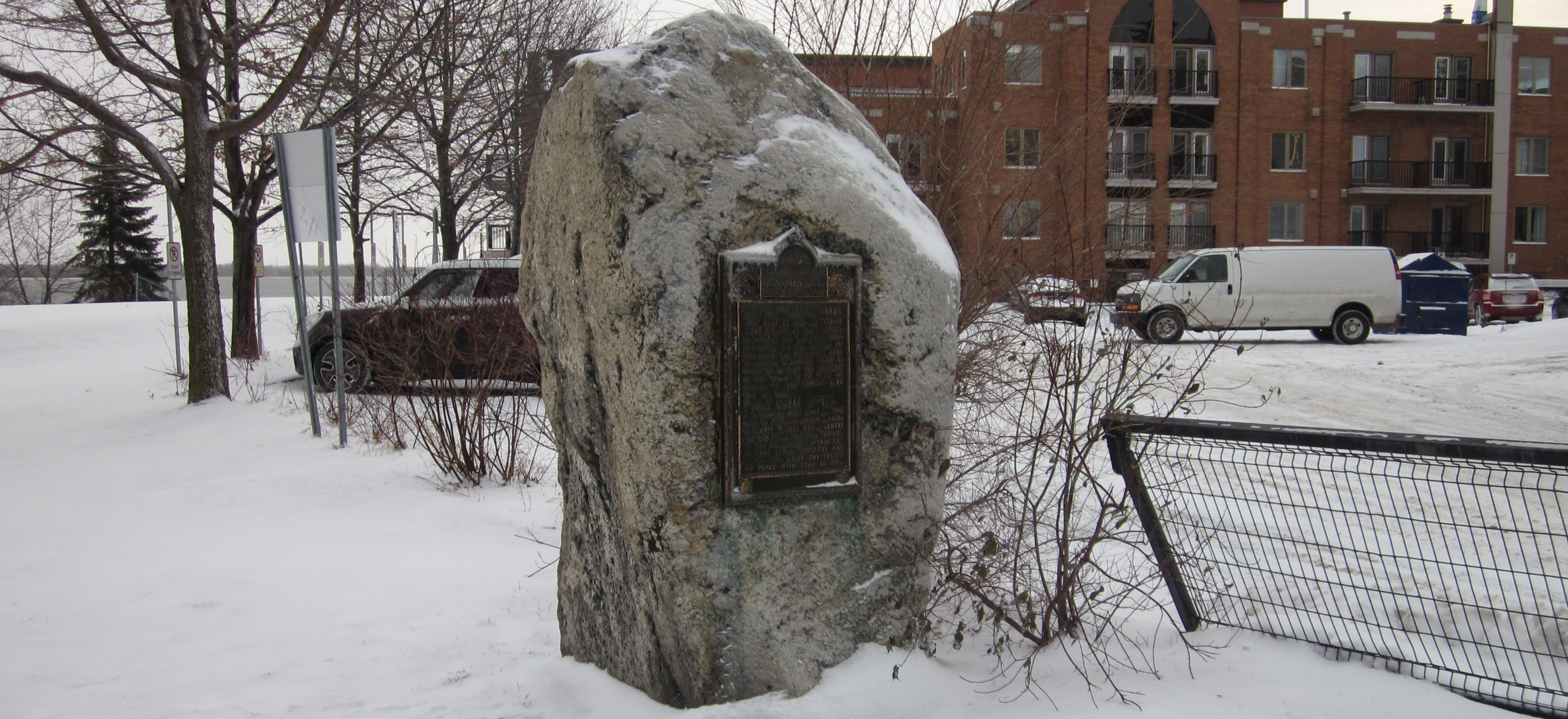
Monument du Fort des Trois-Rivières.

## Annexes

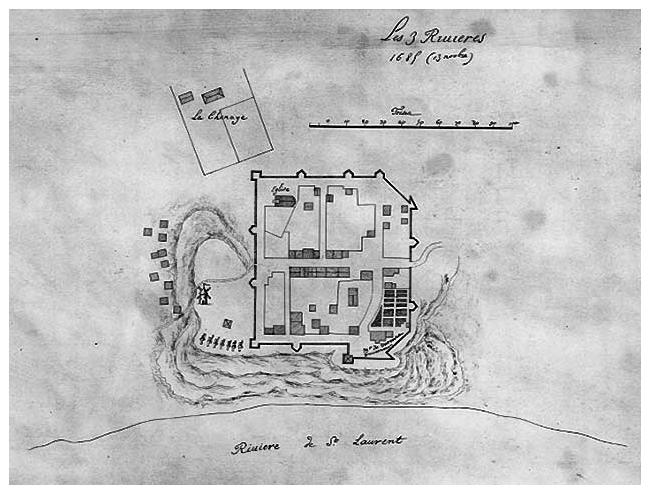
Fort Trois-Rivières, 1685. Au verso: « Envoyé par M. de Nonville, 13 novembre 1685 ». Archives nationales de France.